# Деян Николов
Деян Николаев Николов е български икономист и политик от партия „Възраждане“. Народен представител в XLIX народно събрание. Бил е секретар на партия „Възраждане“.

## Биография
Деян Николов е роден на 1 януари 1990 г. в град Пловдив, Народна република България. Икономист по професия, със специализация по икономическа социология. Развива се професионално в сферата на логистиката, статистиката, бизнес анализа, мениджмънта. През 2017 г. започва работа в компания за развиване на изкуствен интелект. Две години по-късно заема една от водещите позиции в компанията.

## Политическа дейност
На парламентарните избори през 2023 г. е кандидат за народен представител от листата на партия „Възраждане“, 3-ти в 25 МИР София. Избран е за народен представител от същия многомандателен избирателен район.
На местните избори през 2023 г. е кандидат за кмет на София, издигнат от партия „Възраждане“.